# Jenny Goovaerts
Jenny Dorine Goovaerts (Maastricht, 16 mei 1883 – Soest, 2 oktober 1949) was een Nederlands sopraan en pianist.
Ze was dochter van Josephina Joanna Hubertina Scheffers en huisschilder Petrus Franciscus Goovaerts. Zelf bleef ze ongetrouwd . Ze was zuster van kunstschilder Henri Goovaerts.
Ze kreeg haar opleiding aan het Luiks conservatorium. Haar naam duikt op in de Nederlandse pers in 1906. Ze heeft dan echter succes in Hasselt en Luik.  Ze staat te boek als de zangeres die met Carl Smulders de première gaf van het Landstormlied van Alphons Diepenbrock.
Goovaerts gaf jarenlang onbezoldigd les aan de Stedelijke Muziekschool Maastricht, maar bestierde ook haar eigen "Muziekschool Goovaerts" aan de Bouillonstraat in Hof van Slijpe, alwaar ook Gerard Boedijn enige tijd leraar is geweest. De eigen school bracht niet het gewenste (financieel) succes en fuseerde met genoemde muziekschool tot wat het Conservatorium Maastricht zou worden; ze werd vanaf toen wel betaald.
Haar loopbaan beleefde een hoogtepunt in de jaren tien van de 20e eeuw, maar zong nog in 1922 bij het Stedelijk Symfonieorkest Maastricht onder leiding van Henri Hermans en de plaatselijke oratoriumvereniging.  
Haar zangstem is niet bewaard gebleven door opnamen of iets dergelijks, maar haar uiterlijk wel middels een pasteltekening door haar broer dat zich in het Bonnefantenmuseum in Maastricht bevindt.